# 布朗大学彭布罗克学院
布朗大学彭布罗克学院（英語：Pembroke College in Brown University）是位于美国罗德岛州普罗维登斯的一所女子学院，与布朗大学有协作关系。它建立于1891年，1971年与只招收男生的布朗大学学院合并。